# Centre de rétention administrative de Sète
Le centre de rétention administrative de Sète est un centre de rétention administrative (CRA) situé à Sète, près de Montpellier, dans le département de l'Hérault.

## Historique
Le centre de rétention administrative de Sète a été rouvert en janvier 2022 après des travaux. Il peut accueillir 28 personnes placées en rétention. 
Le centre est évoqué dans les journaux lorsque, en mai 2024, une dizaine d'étrangers parviennent à s'en échapper.